# Trung tâm Tài chính Quốc tế Seoul
International Finance Centre Seoul (서울국제금융센터, Trung tâm Tài chính Quốc tế Seoul), thường được biết đến với tên IFC Seoul (아이 에프 시 서울), là một khu phức hợp phát triển thương mại ở Yeouido-dong, Yeongdeungpo-gu, Seoul, Hàn Quốc. Dự án IFC là một trong những dự án phát triển quy mô lớn đầu tiên ở Hàn Quốc, được dẫn dắt bởi một tập đoàn quốc tế. Nó được chính thức ra mắt vào năm 2005, và là một phần trong kế hoạch của Chính quyền Thủ đô Seoul để biến khu Yeouido thành một trung tâm tài chính trong khu vực.
Khu phức hợp có diện tích 500.000 mét vuông bao gồm các công trình Khu tháp văn phòng IFC (IFC Office Towers), Khách sạn Conrad Seoul (Conrad Seoul Hotel) và Trung tâm mua sắm IFC Seoul (IFC Mall Seoul), được thiết kế bởi Arquitectonica. Hoàn thành vào năm 2012, nó là tòa nhà cao thứ 2 ở Seoul, và cao thứ 6 ở Hàn Quốc.

## Cấu trúc
- Khu tháp văn phòng IFC: Khai trương vào năm 2011 bao gồm ba tòa tháp văn phòng: Tháp văn phòng IFC Một cao 32 tầng, tháp văn phòng IFC Hai cao 29 tầng, tháp văn phòng IFC Ba cao 55 tầng, và tòa nhà cao nhất cao 284 mét.[3][4]
- Trung tâm mua sắm IFC Seoul - khai trương vào ngày 30 tháng 8 năm 2012[5][6]
- Khách sạn Conrad Seoul - khai trương vào ngày 12 tháng 11 năm 2012[7][8]

## Khách sạn Conrad Seoul
Khách sạn Conrad Seoul là một khách sạn năm sao sang trọng nằm ở một trong bốn tòa tháp trong khu phức hợp IFC. Nó là một phần của Conrad Hotels & Resorts, một thương hiệu sang trọng hàng đầu của tập đoàn khách sạn Hilton, được điều hành bởi tổng giám đốc Nils-Arne Schroeder, và là khách sạn Conrad đầu tiên ở Hàn Quốc.
Sảnh chờ được bao quanh bởi cầu thang xoắn ốc dài 36,5 m nối sảnh chờ lên tầng 5. Khách sạn có 434 phòng trải rộng khắp 38 tầng. Các phòng tiêu chuẩn rộng 48 m² và căn hộ áp mái này rộng 288 m². Các tiện nghi khác bao gồm phòng khiêu vũ, phòng họp và Pulse8 là phòng tập gym mở cửa suốt 24 giờ trong cả năm.

## Vận chuyển
- Có thể đến khu phức hợp IFC bằng tàu điện ngầm Seoul: Đến ga Yeouido bằng tuyến số 5 và tuyến số 9.